# Haverbeck (Hameln)
Haverbeck ist ein Ortsteil der Stadt Hameln in Niedersachsen.

## Geographische Lage
Haverbeck liegt nahe am Nordwestrand des Hamelner Stadtgebietes. Die Landesstraße 433 umgeht den Ort in einem kleinen Nordostbogen, hinter ihr fließt die Weser.

## Geschichte
Erste urkundliche Erwähnung findet Haverbeck im Jahr 1289 zum Anlass einer Landübergabe an das Kloster Möllenbeck bei Rinteln.
Am 1. Januar 1973 wurde Haverbeck in die Kreisstadt Hameln eingegliedert.

## Politik
Ortsbürgermeister ist Thorsten Sander (CDU).

## Wappen
Silber-schwarz gerautetes Feld mit goldenen Haferrispen in den schwarzen Feldern.

## Kultur und Sehenswürdigkeiten
- Die Kapelle des Ortes wurde im 15. Jahrhundert aus Bruchsteinen errichtet.

## Infrastruktur
Haverbeck ist über Landes- und Kreisstraßen an die Kernstadt Hameln, die Bundesstraße 83 und die Autobahn 2 angebunden.
Der Ort ist durch die Firma HTP gemeinsam mit dem Landkreis Hameln-Pyrmont mit Glasfaser-Anschlüssen für schnelles Internet voll erschlossen.